# Maximilian Götz
Maximilian Götz (Ochsenfurt, Alemania Occidental, 4 de febrero de 1986) es un piloto de automovilismo alemán. Su logro más destacado fue la obtención del título del Deutsche Tourenwagen Masters en la temporada 2021, conduciendo un Mercedes-AMG GT3 Evo. También fue campeón de la Fórmula BMW ADAC en 2003 y de la Blancpain Sprint Series en 2014. Además, ha competido en Fórmula Master Internacional, Fórmula 3 Euroseries, entre otros.

## Resultados

### Deutsche Tourenwagen Masters
(Clave) (negrita indica pole position) (cursiva indica vuelta rápida)

| Año     | Equipo                           | Automóvil                | 1         | 2        | 3         | 4        | 5         | 6         | 7        | 8        | 9         | 10        | 11       | 12       | 13       | 14       | 15       | 16        | 17       | 18       | Pos. | Puntos |
| ------- | -------------------------------- | ------------------------ | --------- | -------- | --------- | -------- | --------- | --------- | -------- | -------- | --------- | --------- | -------- | -------- | -------- | -------- | -------- | --------- | -------- | -------- | ---- | ------ |
| 2015    | Mücke Motorsport                 | DTM AMG Mercedes C-Coupé | HOC 1 16  | HOC 2 16 | LAU 1 15  | LAU 2 16 | NOR 1 Ret | NOR 2 Ret | ZAN 1 15 | ZAN 2 16 | SPL 1 20  | SPL 2 7   | MSC 1 16 | MSC 2 18 | OSC 1 16 | OSC 2 18 | NÜR 1 5  | NÜR 2 6   | HOC 1 10 | HOC 2 13 | 22.º | 25     |
| 2016    | Mercedes-Benz DTM Team HWA II    | Mercedes-AMG C63 DTM     | HOC 1 Ret | HOC 2 12 | SPL 1 15  | SPL 2 22 | LAU 1 16  | LAU 2 Ret | NOR 1 8  | NOR 2 12 | ZAN 1 Ret | ZAN 2 Ret | MSC 1 4  | MSC 2 16 | NÜR 1 10 | NÜR 2 23 | HUN 1 21 | HUN 2 17  | HOC 1 17 | HOC 2 19 | 20.º | 17     |
| 2021    | Mercedes-AMG Team HRT            | Mercedes-AMG GT3 Evo     | MNZ 1 2   | MNZ 2 10 | LAU 1 Ret | LAU 2 1  | ZOL 1 7   | ZOL 2     | NÜR 1 4  | NÜR 2 4  | RBR 1 2   | RBR 2 3   | ASS 1 4  | ASS 2 6  | HOC 1 5  | HOC 2 3  | NOR 1    | NOR 2 1   |          |          | 1.º  | 230    |
| 2022    | Mercedes-AMG Team Winward Racing | Mercedes-AMG GT3 Evo     | ALG 1 11  | ALG 2 5  | LAU 1 10  | LAU 2 15 | IMO 1 20  | IMO 2 9   | NOR 1 6  | NOR 2 6  | NÜR 1 5   | NÜR 2 5   | SPA 1 2  | SPA 2 15 | RBR 1 9  | RBR 2 7  | HOC 1 15 | HOC 2 Ret |          |          | 11.º | 74     |
| Fuente: |                                  |                          |           |          |           |          |           |           |          |          |           |           |          |          |          |          |          |           |          |          |      |        |